# 代頓鎮區 (愛荷華州布雷默縣)
代頓鎮區（英語：Dayton Township）是位於美國愛荷華州布雷默縣的一個行政鎮區。

## 地方資料
根據2010年美國人口普查的數據，代頓鎮區的面積為94.86平方千米，當中陸地面積為94.55平方千米，而水域面積為0.31平方千米。當地共有人口380人，而人口密度為每平方千米4.01人。